# 62
Glej tudi: število 62
62 (LXII) je bilo navadno leto, ki se je po julijanskem koledarju začelo na petek.

## Dogodki
- 1. januar